# Lycopodium lagopus
Lycopodium lagopus là một loài thực vật có mạch trong Họ Thạch tùng. Loài này được (Laestadius ex C. Hartman) G. Zinserling ex Kuzeneva-Prochorova mô tả khoa học đầu tiên năm 1953.